# Ramaswamy Ranga Rao
Ramaswamy Ranga Rao (Índia, 1935) é um matemático indiano. Trabalha com análise harmônica e teoria da representação.
Obteve um doutorado na Universidade de Calcutá. Estudou anteriormente no Instituto de Estatística da Índia (Indian Statistical Institute - ISI) em Calcutá como um dos quatro famosos (os outros foram Veeravalli S. Varadarajan, Kalyanapuram Rangachari Parthasarathy e Sathamangalam Ranga Iyengar Srinivasa Varadhan, orientados de Calyampudi Radhakrishna Rao. Foi durante mais de quarenta anos professor da Universidade de Illinois.

## Obras
- com Rabi N. Bhattacharya Normal approximation and asymptotic expansions, SIAM, 1976, Nova ediçãao na série Classics in Applied Mathematics, 2010